# Si Suriyawongse

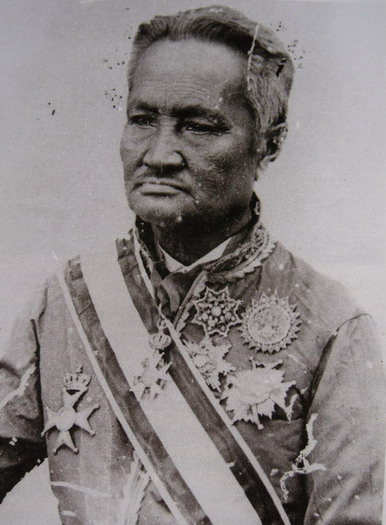
Si Suriyawongse.

Somdet Chao Phraya Borom Maha, Si Suriyawongse (en tailandés สมเด็จเจ้าพระยา บรมมหาศรีสุริยวงศ์). (23 de diciembre de 1808 – 19 de enero de 1883), fue un importante personaje del siglo XIX en el Reino de Tailandia y regente durante cuatro años en nombre del rey menor de edad, Chulalongkorn.
Recibió una amplia formación. Fue Ministro del Interior durante el reinado de Mongkut. A la muerte de este en 1868, Chulalongkorn se convirtió en rey, pero debido a su corta edad, Si Suriyawongse fue nombrado regente hasta 1873.
Falleció diez años más tarde en Ratchaburi.
- Datos: Q4918289
- Multimedia: Sri Suriwongse / Q4918289